# Lucio Dalla
Lucio Dalla OMRI (Bologna, 1943. március 4. – Montreux, 2012. március 1.) olasz énekes-dalszerző, zenész és színész. Klarinétozott és billentyűs hangszereken is játszott. Caruso (1986) című, az olasz tenor Enrico Carusónak szentelt dal és a L'anno che verrà (1979) zeneszerzője.

## Kezdetek
Dalla az olaszországi Bolognában született. Korán kezdett el klarinétozni egy bolognai dzsesszbandában, majd Pupi Avati leendő filmrendezővel együtt tagja lett a Rheno Dixieland Band helyi dzsessz-zenekarnak. Avati azt mondta, úgy döntött, hogy elhagyja a bandát, miután úgy érezte, elnyomja Dalla tehetsége. Azt is elismerte, hogy Ma quando arrivano le ragazze? (2005) című filmjét a Dallával való barátság ihlette.
Az 1960-as években a zenekar részt vett az első Jazz Fesztiválon a franciaországi Antibes-ben, elnyerve az első díjat a hagyományos dzsessz-zenekar kategóriában, és felfigyelt rá a Second Roman New Orleans Jazz Band nevű római zenekar, amellyel Dalla 1961-ben első lemezét rögzítete, és akkor vette fel első kapcsolatát az RCA lemezekkel, a jövőbeli zenéje kiadójával[forrás?].
Gino Paoli énekes-dalszerző Dalla vokális tulajdonságait hallva azt javasolta, hogy próbálkozzon szólista karrierrel soul-énekesként. 1965-ös debütálása a Cantagiro zenei fesztiválon azonban nem volt sikeres, valószínűleg mind fizikai megjelenése, mind az akkoriban túl kísérletezőnek tartott zenéje miatt. Első kislemeze, az amerikai hagyományos Careless Love olasz nyelvű feldolgozása kudarcot vallott, miként első albuma is, az 1999, amely a következő évben jelent meg. Következő albuma, a Terra di Gaibola (Bologna egyik külvárosának nevéből) 1970-ben jelent meg, és néhány korai dallai klasszikust tartalmazott. Első slágere a 4 marzo 1943 volt, amely a Sanremói Dalfesztiválnak köszönhetően ért el némi sikert. A dal eredeti címe „Gesù bambino” volt, de ezekben az években még szigorú vallásI cenzúra uralkodott a dalok tartalmát illetően, így a cím Dalla születési dátumára változott.

## Roberto Roversivel
Dalla szólistaként 1964-ben debütált lemezfelvételen, amikor megjelent a 45-ös kislemeze, a „Lei (non è per me)" (B-oldal: Ma questa sera). Az 1970-es években együttműködést kezdett Roberto Roversi bolognai költővel. Ő írta Dalla következő három albumának szövegét: Il giorno aveva cinque teste (A napnak öt feje volt) (1973), Anidride solforosa (Kén-dioxid) (1975) és Automobili (1976).
Bár ezek az albumok nem keltek el nagy számban, a kritikusok felfigyeltek rájuk Roversi dalszövegei és Dalla improvizációinak szokatlan keveréke, valamint utóbbi néha kísérletező fordulatai és kompozíciós képességei. A duó már felbomlott, mire megjelent az Automobili című koncepcióalbumuk. Roversi, aki ellenezte az album megjelenését, a „Norisso” álnevet választotta, amikor eljött a dalok felvételének ideje. Az albumon azonban szerepelt Dalla egyik legnépszerűbb dala, a Nuvolari, amely az 1930-as évek híres olasz versenyzőjéről kapta a címét.

## Szólókarrierje

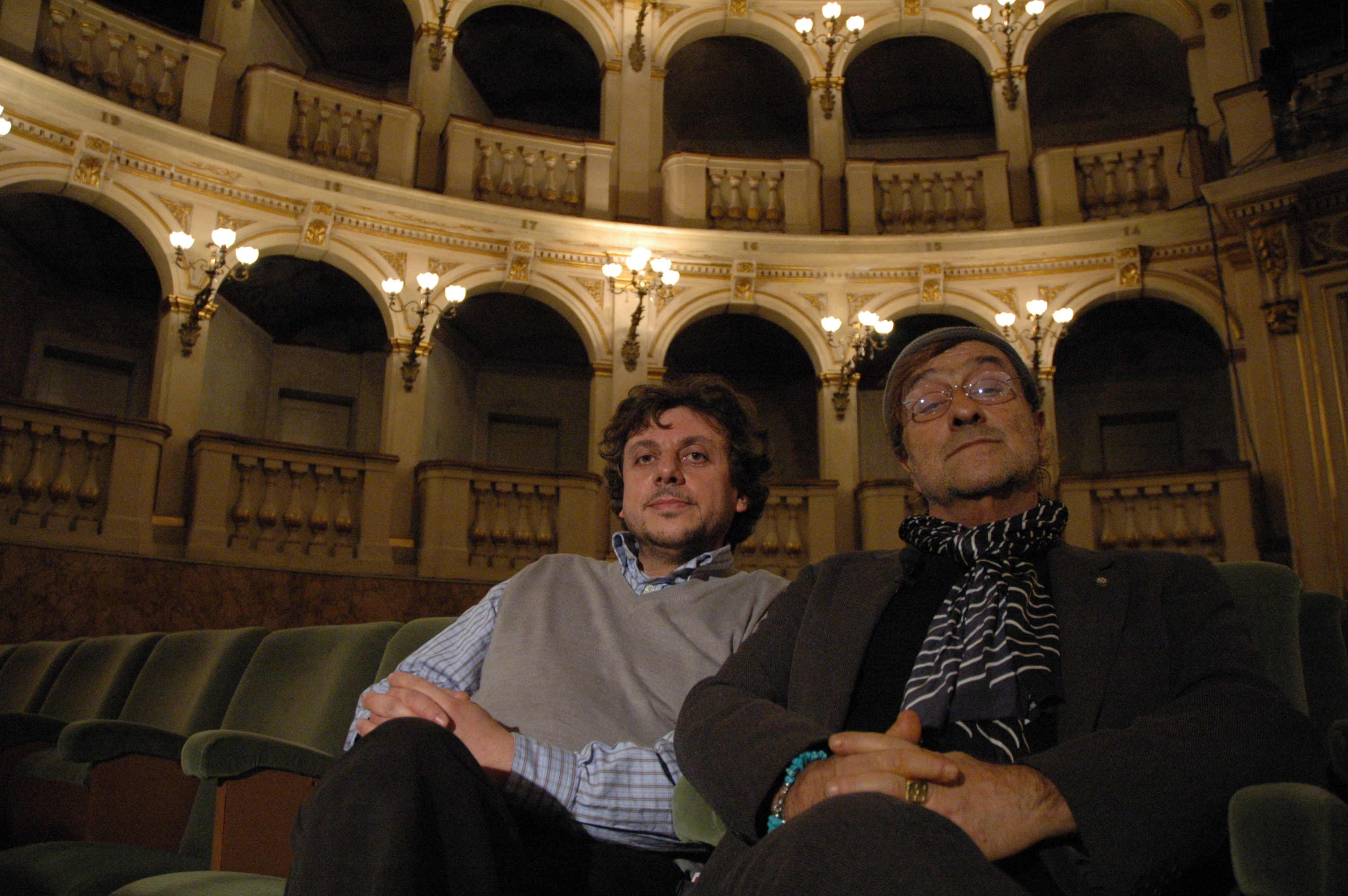
Lucio Dalla (jobbra) a bolognai Teatro Comunaléban Gianluigi Salvioni zenei producer mellett

Az együttműködés vége miatt Dalla úgy döntött, hogy maga írja meg a következő nagylemezeinek szövegét. Ennek az új szakasznak az első albuma a Com'è profondo il mare (Milyen mély a tenger) (1977) volt, amelyen Dallát a későbbi Stadio popzenekar tagjai kísérték.
1979-ben népszerűségét megerősítette a Banana Republic album és a két saját album közül az első, a Lucio Dalla, amelyet 1980-ban a Dalla követett.
Az 1986-ban megjelent Caruso című dalt számos nemzetközi előadó feldolgozta, mint például Luciano Pavarotti és Julio Iglesias. A Pavarotti által énekelt verzió több mint kilencmillió példányban kelt el, egy másik változata pedig Andrea Bocelli első nemzetközi albumának, a Romanzának a száma volt, amelyből több mint húszmillió példány fogyott világszerte. Maynard Ferguson a Brass Attitude című albumán is feldolgozta a dalt, miután korábban a Primal Scream albumon szereplő Vesti la giubba (Bajazzók) feldolgozásával tisztelgett Caruso előtt.
Az 1990-es sláger, az „Attenti al lupo” szélesebb körű sikert hozott Dallának egész Európában. Meghívták, hogy duettezzen a Pavarotti és barátai című műsorba, hogy énekelje el vele a Caruso című slágerét.
2010-ben Dalla visszatért Francesco De Gregorihoz a Work in Progress turné és album révén. Dalla fő hatása a dzsesszre volt, de dalai a folktól (Attenti al lupo) és a poptól („Lunedì”), az olasz énekes-dalszerzőktől (a Com'è profondo il mare albumaitól a Dalláig), a klasszikus operáig („Caruso”) terjedtek.

## Diszkográfia

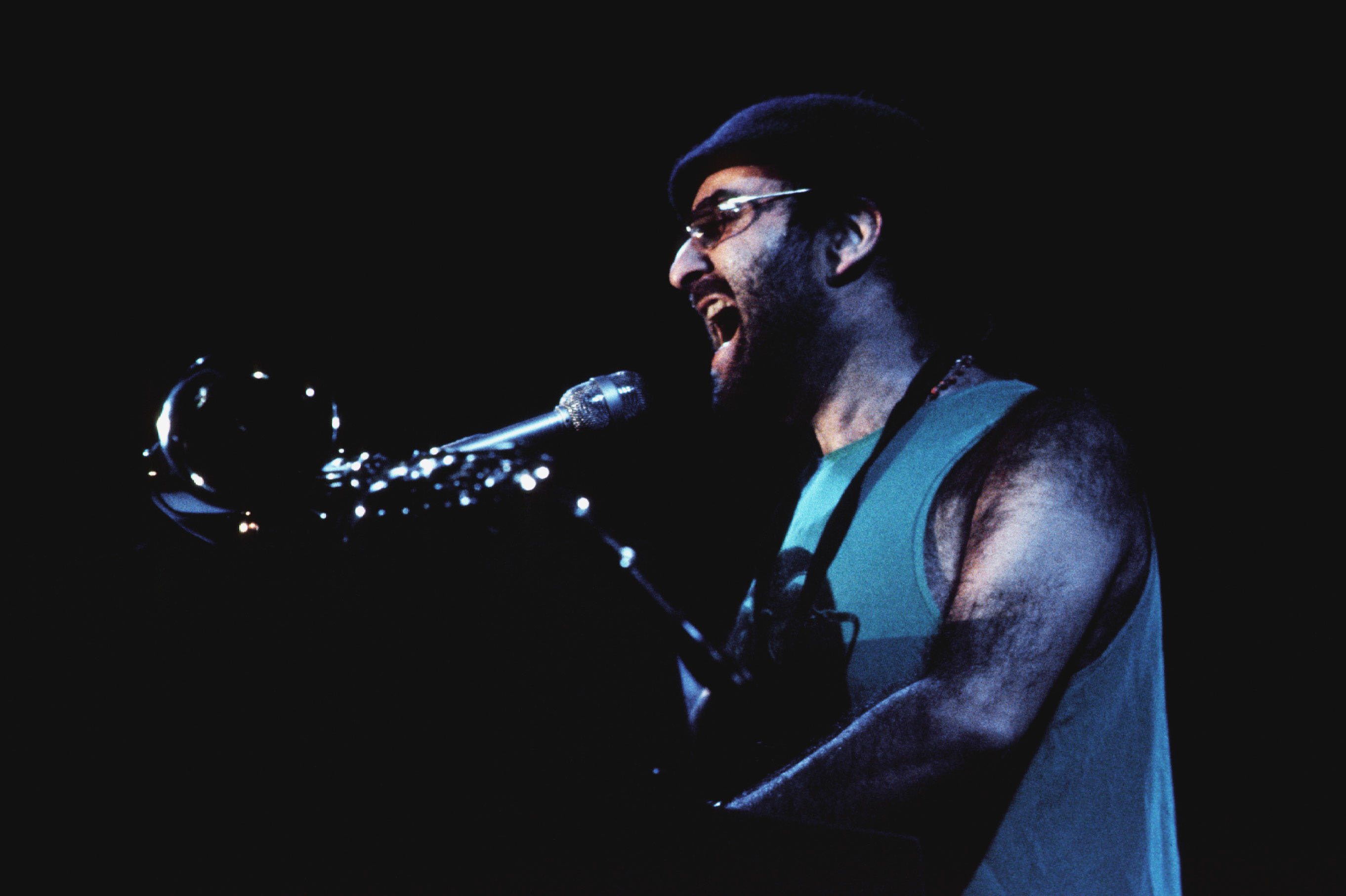
Az 1980-as években

Dalla diszkográfiája huszonkét stúdióalbumot tartalmaz az olasz piacra, a Qdiscnél, kilenc live album, különböző válogatások és több nagylemeze a külföldi piacra:
- 1999 (1966)
- Terra di Gaibola (1970)
- Storie di casa mia (1970)
- Il giorno aveva cinque teste (1973)
- Anidrid solforosa (1975)
- Automobili (1976)
- 4 marzo 1943 (1976)
- Com'è profondo il mare (1977)
- Lucio Dalla (1979)
- Quel fenomeno di Lucio Dalla (1979)
- Banán Köztársaság (1979, km. Francesco De Gregori és Rosalino Cellamare)
- Dalla (1980)
- Lucio Dalla (Q Disc) (1981)
- Torino, Milano e dintorni (1981)
- Gli anni Settanta (1981)
- 1983 (1983)
- L'album di Lucio Dalla (1983)
- Viaggi organizzati (1984)
- Bugie (1985)
- The Best of Lucio Dalla (1985)
- DallameriCaruso (1986)
- Dalla/Morandi (1988)
- Cambio (1990)
- Il motore del 2000 (1990)
- Il primo Lucio Dalla (1990)
- Amen (1992)
- Henna (1993)
- Maria Farantouri canta Lucio Dalla (1995)
- Le origini (1996)
- Canzoni (1996)
- Ciao (1999)
- Luna Matana (2001)
- Live@RTSI – 20 dicembre, 1978 (2001)
- Dal vivo – Bologna, 1974. szeptember 2. (2001)
- Caro amico ti scrivo... (Best of) (2002)
- Tosca. Amore disperato (2003)
- Lucio (2003)
- 12000 Lune (Best of/Box Set) (2003)
- Il contrario di me (2007)
- Angoli nel cielo (2010)
- Questo è amore (2011)

## Filmográfia
Dalla tizenhét filmben szerepelt színészként, és tizenhét másik filmnek volt zenei rendezője. Zenei koncertekről készült DVD-k listája:
- Live@RTSI – 20 dicembre, 1978 (2001)
- Retrospettiva (2003)
- In concerto (2004)
- Banán Köztársaság (2006)
- Tu Non Basti Mai (2009)

## Magánélete
Dalla homoszexualitása a temetésén bizonyosodott be, amelyen hosszú távú munkatársa (és valószínűleg belföldi partnere), Marco Alemanno beszélt, akivel közös háztartásban élt; ezt élete során nyilvánosan nem ismerte be, és egy 1979-es interjúban azt mondta: „Non mi sento omosessuale” (Nem érzem magam homoszexuálisnak). Ez a coming out vitát váltott ki az olasz társadalom homoszexualitáshoz való hozzáállásáról.
Dalla nyíltan baloldali és gyakorló római katolikus volt.

## Kitüntetései
- Az Olasz Köztársasági Érdemrend parancsnoka, „az Európai Unió Tanácsának elnöksége javaslata alapján” – 1986. december 27.[24]
- Az Olasz Köztársasági Érdemrend nagytisztje, „a köztársasági elnök kezdeményezésére” – 2003. november 3.[24]
- Alma Mater Studiorum – Bolognai Egyetem Bölcsészettudományi és Filozófiai Karán szerzett honoris causa fokozatot a művészet, a zene és a szórakoztatás területén.[25]

## Halála

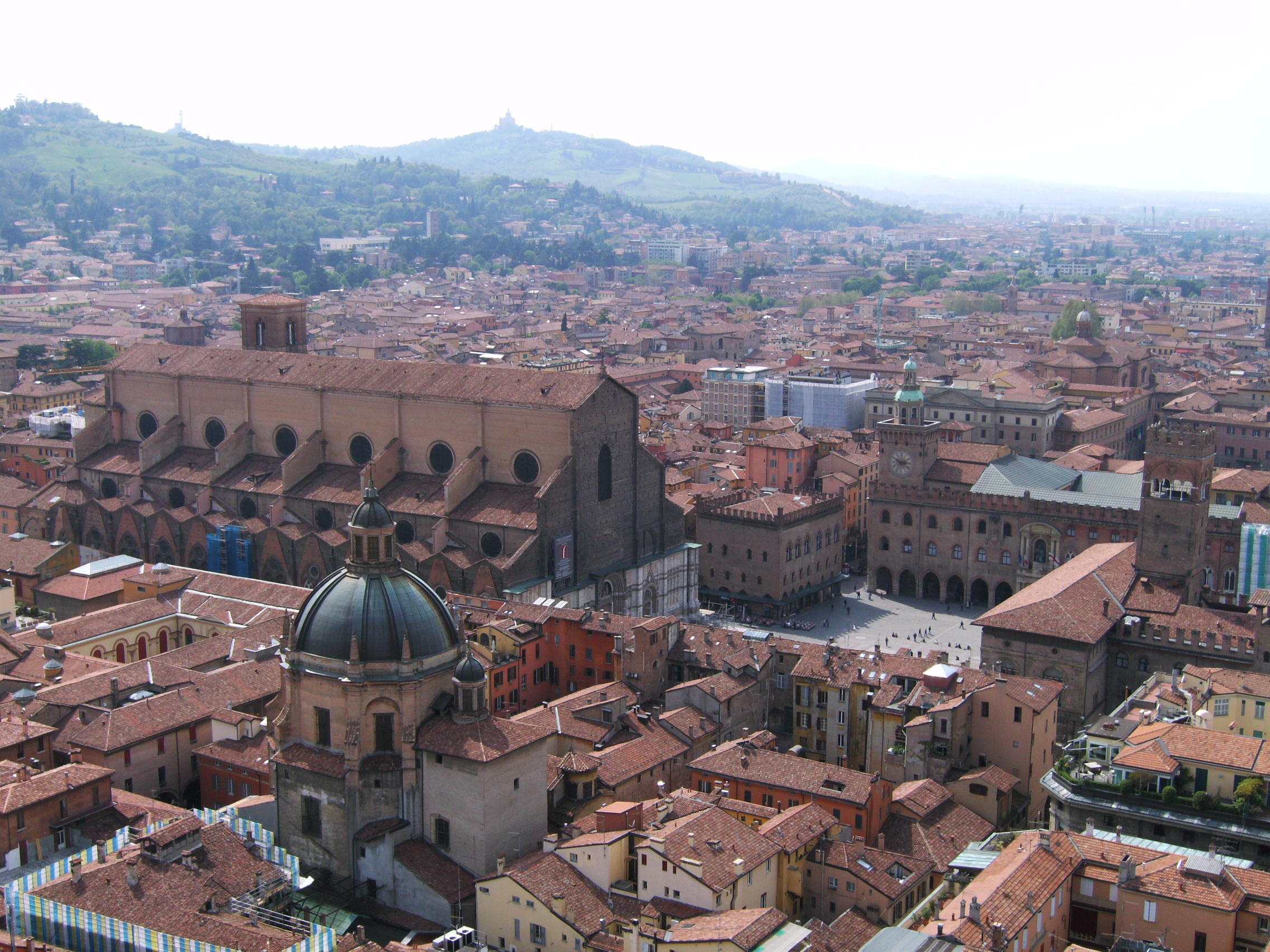
A bolognai Piazza Maggiore tér, ahol Dalla temetését tartották, becslések szerint 50 000 ember vett részvételével

2012. március 1-jén, három nappal 69. születésnapja előtt Dalla szívrohamban, Marco Alemanno társaságában halt meg, nem sokkal azután, hogy a szállodában reggelizett, a svájci Montreux-ben, ahol előző este fellépett. Becslések szerint 50 000 ember vett részt a temetésén Bolognában.
Dalla 1986-os „Caruso” című dala, amelyet Enrico Caruso olasz tenornak szentelt, alkotója halála után került fel az olasz kislemezlistára, és két egymást követő héten a második helyen végzett. A kislemezt az Olasz Zeneipar Szövetsége is platina minősítést kapott.

## Fordítás
- Ez a szócikk részben vagy egészben  a   Lucio Dalla című angol Wikipédia-szócikk ezen változatának fordításán alapul.  Az eredeti cikk szerkesztőit annak laptörténete sorolja fel. Ez a jelzés csupán a megfogalmazás eredetét és a szerzői jogokat jelzi, nem szolgál a cikkben szereplő információk forrásmegjelöléseként.